# Elfriede Kaun
Elfriede Kaun, nemška atletinja, * 5. oktober 1914, Büttel, Nemško cesarstvo, † 5. marec 2008, Kiel, Nemčija.
Nastopila je na poletnih olimpijskih igrah leta 1936, kjer je osvojila bronasto medaljo v skoku v višino. Trikrat je postala nemška državna prvakinja in dvakrat podprvakinja.